# 炸肉排

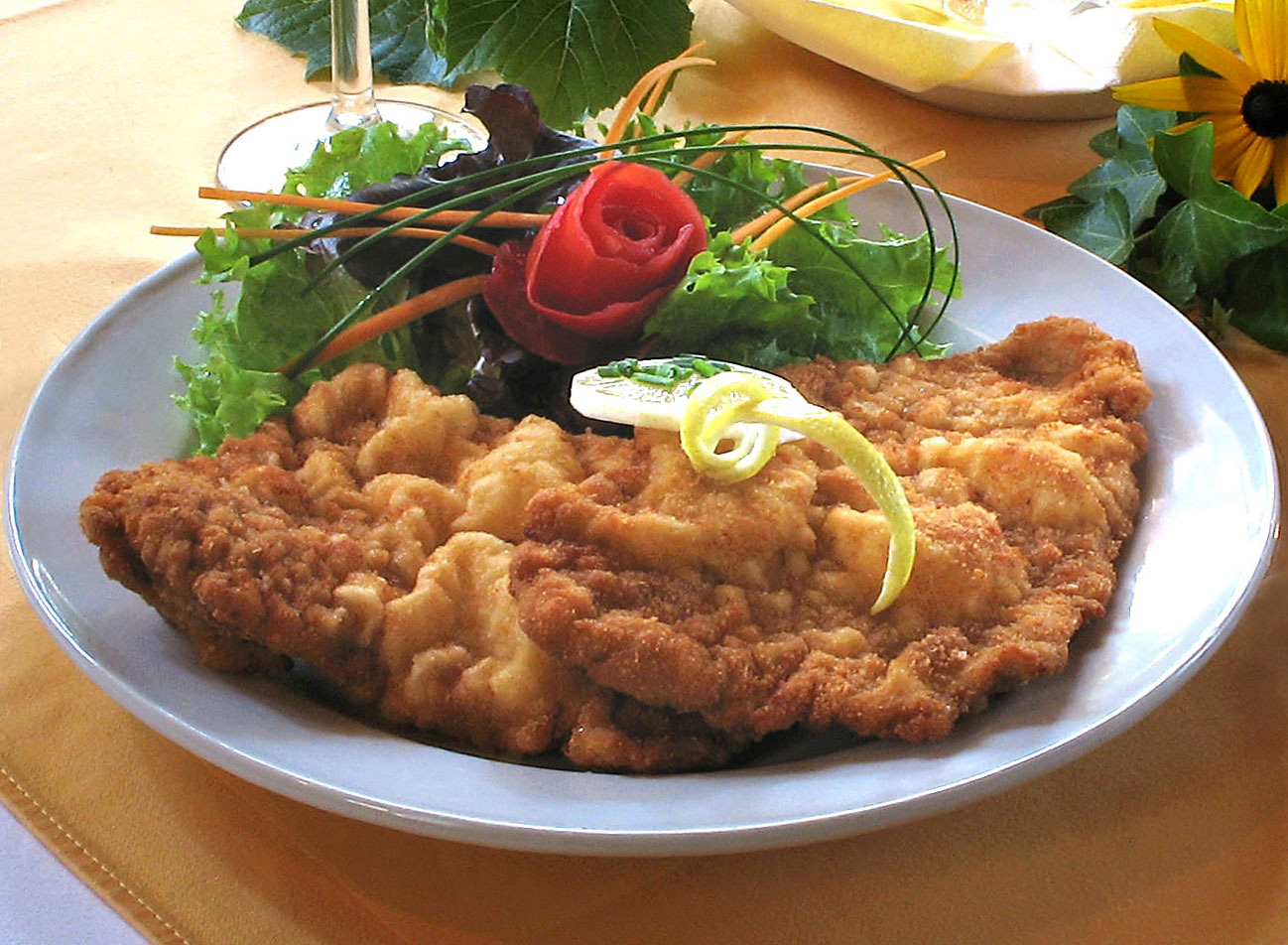
维也纳炸肉排

炸肉排（德語：或者），中文發音類似“許尼草”，泛稱炸猪排、维也纳炸牛排，流行于中欧的一种菜餚，起源于19世纪的奥地利维也纳。一般是将猪肉、牛肉或者火鸡肉的薄片，用工具压软然后裹煎炸。在德国，更多餐厅会提供猪肉或者火鸡肉的炸肉排。

## 配菜
一般在南部德国和奥地利，餐厅中可选马铃薯沙拉(Kartoffelsalat)、德国酸菜或者薯条和炸肉排组成拼盘一起卖。配以1/4的柠檬挤在上面来解油腻。
小吃店或肉铺中会以快餐的形式贩卖，加麵包配番茄酱、芥末酱是最常见的方式。

## 其他链接
- 维也纳炸牛排
- 上海炸猪排